# What Now (bài hát)
"What Now" là một bài hát của nghệ sĩ thu âm người Barbados Rihanna, trích từ album phòng thu thứ 7 của cô Unapologetic (2012). Bài hát được viết bởi Olivia Waithe và Rihanna cùng với hai nhà sản xuất của nó là Parker Ighile and Nathan Cassells. Một EP gồm các phiên bản remix của bài hát được phát hành độc quyền cho Beatport vào ngày 29 tháng 8 năm 2013 và sau đó được phát hành tương ứng trên iTunes, Amazon.com, và Google Play vào ngày 17 tháng 9 năm 2013. Bài hát đã được phát trên các đài phát thanh âm nhạc của Mỹ để phục vụ nhu cầu của khán giả vào ngày 24 tháng 9 năm 2013 trước khi được phát sóng trên các đài phát thanh lớn vào ngày 1 tháng 10 năm 2013 với tư cách là đĩa đơn chính thức thứ 6 từ album Unapologetic. Một EP remix khác cũng được phát hành cho Beatport vào ngày 29 tháng 10 năm 2013. Về mặt âm nhạc, bài hát là một bản nhạc ballad có giai điệu piano trung bình trong đó kết hợp những âm thanh giống như một "quả bom" suốt trong đoạn điệp khúc và tiếng trống mạnh mẽ.
"What Now" nhận được nhiều đánh giá tích cực của các nhà phê bình âm nhạc. Nhiều nhà phê bình gọi nó là một bài hát mang đầy cảm xúc, tiêu biểu cho album và họ ca ngợi giọng hát của Rihanna. Sau khi phát hành Unapologetic, "What Now" đã tiến vào bảng xếp hạng French Singles Chart và UK Singles Chart, cũng như đã xuất hiện tại UK R&B Chart và vươn lên vị trí 32. Bài hát đạt vị trí 25 tại Billboard Hot 100 và vị trí 27 tại Canadian Hot 100. Để quảng bá cho bài hát, Rihanna đã biểu diễn nó tại chatshow Alan Carr: Chatty Man và cô cũng đưa nó vào danh sách biểu diễn cho tour diễn của mình, Diamonds World Tour (2013). Jeff Nicholas, Jonathan Craven, và Darren Craig đồng đạo diễn video âm nhạc cho bài hát; trong đó miêu tả hình ảnh Rihanna phải trải qua một sự cố về tình cảm và cô ấy thể hiện những động tác vũ đạo trừ tà quỷ. Các nhà phê bình khen ngợi video và so sánh nó với video âm nhạc "Disturbia" của Rihanna phát hành năm 2008.

## Sản xuất và phát hành

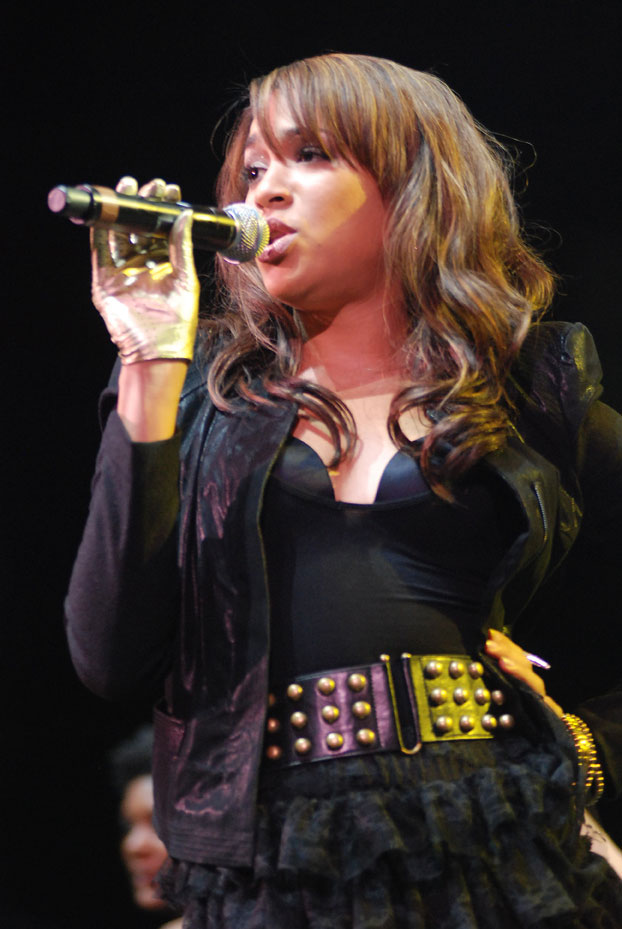
Livvi Franc là người đồng sáng tác "What Now"

Rihanna bắt đầu làm việc với "những âm thanh mới" cho album phòng thu thứ 7 của cô từ tháng 3 năm 2013, mặc dù khi đó cô vẫn chưa bắt đầu tiến hành ghi âm. Ngày 12 tháng 9 năm 2012, Def Jam France công bố thông qua tài khoản Twitter của Rihanna rằng sẽ có một đĩa đơn mới được phát hành vào tuần tới và album phòng thu thứ 7 của cô ấy dự kiến sẽ phát hành vào tháng 11 năm 2012. Tuy nhiên dòng tweet này chỉ tồn tại trong một thời gian ngắn trước khi nó bị xóa đi và được thay thế bằng một thông báo khác: "Thêm nhiều thông tin nữa sẽ được bật mí vào ngày mai, Thứ 5 ngày 13 tháng 9". Thông qua tài khoản Twitter cá nhân của mình thì Rihanna đã tung hàng loạt tweet giới thiệu về album phòng thu thứ 7 này.
"What Now" được sáng tác bởi nghệ sĩ người Anh Livvi Franc cùng với Rihanna, Parker Ighile và Nathan Cassells trong khi đó việc sản xuất bài hát cũng do Parker Ighile và Nathan Cassells đảm nhiệm. Ighile và Cassells sáng tác phần nhạc cho bài hát tại Metropolis Studios, Luân Đôn, Vương Quốc Anh và cung cấp tất cả các nhạc cụ và phần mềm lập trình âm nhạc. Kuk Harrell đảm nhận việc thu âm và ghi âm giọng hát của Rihanna cùng với Marcos Tova tại Westlake Recording Studios ở Los Angeles, California. Blake Mares và Robert Cohen là trợ lý kỹ sư âm thanh. Bài hát được phối khí và pha trộn bởi Phil Tan tại Ninja Club Studios ở Atlanta, Gruzia với sự giúp đỡ của trợ lý âm nhạc Daniela Rivera.
"What Now" được phát hành dưới dạng đĩa đơn thứ 6 trích từ Unapologetic. 10 bản remix của bài hát được phát hành kỹ thuật số thông qua Beatport vào ngày 28 tháng 8 năm 2013 tại Hoa Kỳ. Một EP remix tương tự cũng được phát hành trên iTunes Store vào ngày 17 tháng 9 năm 2013. "What Now" được phát trên các đài phát thanh âm nhạc của Mỹ để phục vụ nhu cầu của khán giả vào ngày 24 tháng 9 năm 2013 trước khi được phát sóng trên các đài phát thanh lớn vào ngày 1 tháng 10 năm 2013. Thông qua tải khoản Instagram của mình, Rihanna đã cho phát hành bìa đĩa đơn chính thức vào ngày 16 tháng 10 năm 2013; nó cho ta thấy hình ảnh Rihanna trong bộ váy màu đen với đôi mắt được trang điểm đậm và mái tóc dài đen, phía sau là tên của cô được viết trên bảng theo nhiều kiểu chữ. Jocelyn Vena từ MTV News đã miêu tả phong cách của Rihanna trên bìa đĩa đơn với phong cách thời trang Gothic và gợi nhớ mọi người đến bức ảnh hậu trường của video âm nhạc được cô đăng tải lên mạng.

## Sáng tác
"What Now" là một bản pop-ballad với tiếng piano cùng tiết tấu trung bình; bài hát có độ dài 4:03. Theo Sony/ATV Music Publishing, bài hát được viết bằng khóa G♯ với một nhịp điệu trung bình-chậm là 60 nhịp một phút (BPM). Giọng hát của Rihanna nằm trong khoảng từ nốt A♯3 đến nốt C♯5, và kéo theo đó một dãy âm G♯m—B2—F♯—F♯sus4—F♯. Trong bài hát còn có thêm giai điệu của tiếng trống mạnh mẽ. Dean Martin của NME đã miêu tả bài hát như một cuộc hôn nhân điên loạn của piano và bass. Theo Mesfin Fekadu của The Huffington Post thì "bài hát được xây dựng một cách độc đáo từ những câu hát êm dịu đến đoạn điệp khúc như điện giật".
Smokey D. Fountaine của tờ The Urban Daily đã so sánh "What Now" với các tác phẩm của nữ ca sĩ Pink và theo ông thì bài hát có được một đoạn điệp khúc đầy phong cách ("yell-as-long-as-you-have-a-great-hook style"). Theo Michael Gallucci của PopCrush thì cấu trúc của bài hát nổi bật từ phần đầu đến phần điệp khúc "giống như chúng đến từ hai hành tinh khác nhau vậy". Gallucci cũng cảm thấy rằng Rihanna đã hát hết những gì cô ấy có thể với bài hát này, trái ngược với những cảm nhận của Chris Younie đến từ 4Music khi cho rằng giọng hát của Rihanna thật "ngọt ngào". Trong phần điệp khúc âm vang, mạnh mẽ thì âm thanh như một "quả bom".

## Đánh giá phê bình
Một nhà phê bình đến từ tạp chí Billboard đã ca ngợi "What Now" và gọi bài hát là "một điểm nhấn cảm xúc của album, mang đầy những khoảnh khắc của sự cộng hưởng". Giovanny Caquias của Culture Blues viết về bài hát và cảm thấy nó như là một bản thu âm "thẳng thắn" và "sâu sắc" nhất album Unapologetic. Anh ấy tiếp tục, "Rihanna đã gợi được một chút nội tâm trong What Now, và cô đã không dùng đến sự công khai tình dục hay sự nhẫn tâm, bướng bĩnh (thêm về điều này ở phía sau), cho tôi cảm giác rằng dường như cô ấy đã bị tước mất đi chiếc áo giáp bảo vệ trong một khoảnh khắc và điều đó cho phép cô ấy phô bày con người thật của mình, chính bản thân của cô ấy". Jim Farber từ Daily News thì viết rằng mặc dù "What Now" có thể không thể cạnh tranh với một bài hát của Beyonce nhưng nó cho ta thấy một nguồn sức mạnh khác.
Brad Stern của MTV Buzzworthy ca ngợi giọng hát của Rihanna và gọi nó là "đĩa nhạc sâu sắc nhất". Một nhà phê bình từ The Star-Ledger đa dán nhãn bài hát như "một bản ballad giàu nội lực đáng kinh ngạc và làm cho những bài hát khác của Rihanna thật nhẹ cân khi mang chúng lên bàn cân để so sánh". Andy Kellman của Allmusic ca ngợi "What Now" và gọi nó là "bản ballad khổng lồ, đầy cảm xúc, và mạnh mẽ". Jon Caramanica của The New York Times đa có những nhận xét tích cực cho bài hát khi viết: "Rihanna làm những gì trực tiếp nhất, ca hát và những tham vọng. Đây là album của một cuộc thanh trừng và dấu hiệu của một cuộc xung kích phía dưới tấm áo giáp". Genevieve Koski của The A.V. Club thì chỉ trích "What Now", và viết rằng (cũng giống như "Stay") là một bản ballad và chúng chưa bao giờ là một đặc sản ăn khách của Rihanna.

## Diễn biến xếp hạng
Sau khi phát hành Unapologetic, "What Now" đã tiến vào bảng xếp hạng của Pháp và hai bảng xếp hạng khác của Anh nhờ nhu cầu tải kỹ thuật số mạnh mẽ. Bài hát xuất hiền trong tuần đầu tiên tại French Singles Chart ở vị trí 144 vào ngày 1 tháng 12 năm 2012 và ở lại đó trong một tuần. Vào ngày 13 tháng 7 năm 2013, nó lại trở lại bảng xếp hạng ở vị trí 174 và sau đó tiến lên vị trí 83 vào hai tuần tiếp theo. Vào ngày 2 tháng 12 năm 2012, bài hát có mặt ở vị trí 165 tại UK Singles Chart và vị trí 32 tại UK R&B Chart. Ngày 27 tháng 7 năm 2013, "What Now" xuất hiện ở vị trí 38 tại bảng xếp hạng đĩa đơn Wallonia của Bỉ. "What Now" được phát hành như đĩa đơn chính thức thứ 4 và được phát sóng trên radio ở Australia; tại đây nó có mặt tại ARIA Singles Chart ở vị trí 37 vào ngày 18 tháng 8 năm 2013 và vươn lên được vị trí 21.

## Video âm nhạc

### Bối cảnh sản xuất và ý tưởng

Hình ảnh gương mặt và cơ thể ẩn hiện trong một của "What Now" giúp liên tưởng đến video "Tunnel Vision" cũng được đạo diễn bởi Jeff Nicholas và Jonathan Craven.

Rihanna tiến hành quay video âm nhạc cho "What Now" tại một nhà kho ở Phuket, Thái Lan
vào ngày 17 tháng 9 năm 2013, đồng thời điểm khi tour diễn Diamonds World Tour dừng chân tại đây. Nó được đạo diễn bởi Jeff Nicholas, Jonathan Craven và Darren Craig. Trước đó Nicholas và Craven cũng là đồng đạo diễn cho video bài hát "Tunnel Vision" của Justin Timberlake, đây là đĩa đơn trích từ album thứ ba của anh ấy mang tên The 20/20 Experience. Theo Steven Gottlieb từ VideoStatic thì điều tương tự có thể thấy ở cả hai video đó là chúng đều mang những hình ảnh gương mặt và cơ thể ẩn hiện trong một. Vào ngày 13 tháng 11, Rihanna tiết lộ một đoạn video sau hậu trường trên tài khoản Vevo chính thức của cô ấy. Cũng trong khoảng thời gian đó, Rihanna giải thích về chủ đề của video: "Nó sẽ rất đáng sợ, kỳ lạ bởi vì 'What Now' là một trong những bài hát mà làm bạn cảm thấy thật nhàm chán với mặt hình ảnh. Bạn có thể gần như nhận được tất cả những gì bạn mong đợi. Mọi người đều hy vọng đây sẽ là một video âm nhạc truyền tải một câu chuyện tình yêu của một thứ gì đó thật mềm mại và dễ thương" và sau đó nói "Nó thật dễ thương và mềm mại nhưng nó thật sự mang trong mình một chút điên và nổi loạn". Trước khi phát hành video, Rihanna đã cho đăng một đoạn giới thiệu ngắn (sneak peek) trên Youtube. Video âm nhạc chính thức được phát hành vào ngày 15 tháng 11 năm 2013 trên VEVO.
Rob Newman là nhà sản xuất chính của video, trong khi đó Craven, Nicholas và Thananath Songchaikul nhận nhiệm vụ sản xuất hình ảnh. Sing Howe Yam chỉ đạo phần nhiếp ảnh còn Clark Eddy là biên tập viên. Video mở đầu với hình ảnh Rihanna xuất hiện trên màn hình những chiếc tivi với bộ váy trắng đơn giản và vòng cổ hình thánh giá. Sau đó cô bắt đầu hát trong một căn phòng tối với bộ váy màu đen và sau đó xuất hiện ở một căn phòng sáng với chiếc váy trắng. Trong suốt toàn bộ video miêu tả Rihanna phải trải qua một sự cố về tình cảm và cô ấy thể hiện những động tác vũ đạo trừ tà quỷ. Video là sự hoán đổi hình ảnh của một Rihanna đáng sợ và một Rihanna mềm mại trong khi cô đang ở trong một nhà kho hoang vắng, thể hiện nỗi cô đơn của chính mình.

### Phê bình
Jocelyn Vena của MTV đã so sánh video của "What Now" với 4 video trước đó của Rihanna; và "Disturbia" là một trong số đó, cô nói: "Cả 'What Now' và 'Disturbia' đều mang một màu tối và một sự rung cảm mang tính siêu nhiên. Ngoài ra cô cũng chia sẻ rằng đây là một sự tương đồng, những hình ảnh sắp xếp phân tầng và tạo ra những hiệu ứng 3D đặc sắc". Cô còn so sánh với những bài hát khác bao gồm "Diamonds", "Stay" (2 bài hát này đều nằm trong album Unapologetic) và "We Found Love". Rachel Brodsky của MTV's Buzzworthy Blog cũng đã so sánh video của "What Now" với bộ phim phát hành năm 1996, The Craft. Jason Lipshutz của Billboard nói rằng Rihanna đã "giảm tốc" cho video này sau khi thực hiện những vũ điệu tecrk, múa cột và khoe da thịt trong video âm nhạc "Pour It Up" được phát hành một tháng trước đó. Nhiều ý kiến nhận xét khác cũng tương tự, như một nhà phê bình từ The Huffington Post nói: "Đoạn clip cho thấy hình ảnh nữ nghệ sĩ 25 tuổi tại một nơi ma quái, quằn quại trong một căn phòng thưa thớt với kiểu ăn mặc tương tự như trong nhiều bộ phim kinh dị"...

## Biểu diễn trực tiếp
Vào ngày 27 tháng 9 năm 2013, Rihanna biểu diễn "What Now" tại chatshow Alan Carr: Chatty Man. Bài hát cũng có mặt trong danh sách biểu diễn của tour diễn Diamonds World Tour (2013).

## Danh sách bài hát
| Remix kỹ thuật số | Remix kỹ thuật số | Remix kỹ thuật số         | Remix kỹ thuật số |
| STT               | Nhan đề           | Phiên bản                 | Thời lượng        |
| ----------------- | ----------------- | ------------------------- | ----------------- |
| 1.                | "What Now"        | Firebeatz Remix           | 5:03              |
| 2.                | "What Now"        | Firebeatz Radio Edit      | 3:15              |
| 3.                | "What Now"        | Firebeatz Instrumental    | 5:03              |
| 4.                | "What Now"        | R3hab Remix               | 4:51              |
| 5.                | "What Now"        | R3hab Edit                | 3:24              |
| 6.                | "What Now"        | R3hab Instrumental        | 4:51              |
| 7.                | "What Now"        | Guy Scheiman Club Mix     | 7:04              |
| 8.                | "What Now"        | Guy Scheiman Radio Edit   | 4:03              |
| 9.                | "What Now"        | Guy Scheiman Mixshow Edit | 4:29              |
| 10.               | "What Now"        | Guy Scheiman Dub          | 7:04              |
| Tổng thời lượng:  | Tổng thời lượng:  | Tổng thời lượng:          | 49:07             |

| Remix kỹ thuật số 2 | Remix kỹ thuật số 2 | Remix kỹ thuật số 2     | Remix kỹ thuật số 2 |
| STT                 | Nhan đề             | Phiên bản               | Thời lượng          |
| ------------------- | ------------------- | ----------------------- | ------------------- |
| 1.                  | "What Now"          | R3hab Trapped Out Remix | 3:33                |
| 2.                  | "What Now"          | Reflex Extended         | 3:34                |
| 3.                  | "What Now"          | Reflex Radio Edit       | 3:03                |
| Tổng thời lượng:    | Tổng thời lượng:    | Tổng thời lượng:        | 10:10               |

## Bảng xếp hạng
| Bảng xếp hạng (2012−13)             | Vị trí cao nhất |
| ----------------------------------- | --------------- |
| Úc (ARIA)                           | 21              |
| Áo (Ö3 Austria Top 40)              | 67              |
| Bỉ (Ultratip Flanders)              | 3               |
| Bỉ (Ultratip Wallonia)              | 8               |
| Brazil (Brazil Hot Pop)             | 11              |
| Canada (Canadian Hot 100)           | 27              |
| Cộng hòa Séc (Rádio Top 100)        | 25              |
| Pháp (SNEP)                         | 52              |
| Đức (GfK)                           | 49              |
| Ireland (IRMA)                      | 21              |
| Hà Lan (Dutch Top 40)               | 24              |
| New Zealand (Recorded Music NZ)     | 13              |
| Scotland (OCC)                      | 22              |
| Thụy Điển (Sverigetopplistan)       | 46              |
| Anh Quốc (OCC)                      | 25              |
| Anh Quốc R&B (OCC)                  | 3               |
| Hoa Kỳ Billboard Hot 100            | 25              |
| Hoa Kỳ Dance Club Songs (Billboard) | 1               |
| Hoa Kỳ Pop Airplay (Billboard)      | 21              |

## Chứng nhận
| Quốc gia                                                                           | Chứng nhận | Số đơn vị/doanh số chứng nhận |
| ---------------------------------------------------------------------------------- | ---------- | ----------------------------- |
| Úc (ARIA)                                                                          | Bạch kim   | 70.000^                       |
| * Chứng nhận dựa theo doanh số tiêu thụ. ^ Chứng nhận dựa theo doanh số nhập hàng. |            |                               |

## Lịch sử phát hành
| Quốc gia | Ngày phát hành            | Kiểu phát hành                        | Hãng đĩa  |
| -------- | ------------------------- | ------------------------------------- | --------- |
| Hoa Kỳ   | Ngày 29 tháng 8 năm 2013  | Tải nhạc kỹ thuật số (Remixes)        | Def Jam   |
| Hoa Kỳ   | Ngày 17 tháng 9 năm 2013  | Tải nhạc kỹ thuật số (Remixes)        | Def Jam   |
| Hoa Kỳ   | Ngày 24 tháng 9 năm 2013  | Đài phát thanh âm nhạc                | Def Jam   |
| Hoa Kỳ   | Ngày 1 tháng 10 năm 2013  | Đài phát thanh quốc gia               | Def Jam   |
| Ý        | Ngày 4 tháng 10 năm 2013  | Đài phát thanh quốc gia               | Universal |
| Hoa Kỳ   | Ngày 29 tháng 10 năm 2013 | Tải nhạc kỹ thuật số (Remixes Part 2) | Def Jam   |